# Década de 200 a.C.
Séculos: (Século IV a.C. - Século III a.C. - Século II a.C.)
Décadas: 250 a.C. 240 a.C. 230 a.C. 220 a.C. 210 a.C. - 200 a.C. - 190 a.C. 180 a.C. 170 a.C. 160 a.C. 150 a.C.
Anos: 209 a.C. - 208 a.C. - 207 a.C. - 206 a.C. - 205 a.C. - 204 a.C. - 203 a.C. - 202 a.C. - 201 a.C. - 200 a.C.